# Burg Erwahlen
Burg Erwahlen (lettisch Ārlavas pils) ist eine abgegangene Bischofsburg des Bistums Kurland. Sie befand sich im kurländischen Dorf Ārlava im Bezirk Talsi. Aufgrund der sehr dürftigen Informationslage wird die Burg in der Burgenforschung teils kontrovers betrachtet.

## Geschichte
Bereits 1231 wurde der Ort Erwahlen in Dokumenten als alte Residenz des Stammes der Kuren genannt. Nach der Aufteilung Kurlands zwischen dem Bistum Kurland und dem Livländischen Orden fiel der Ort an den Bischof. Eine Burg findet jedoch erst 1537 in einer Urkunde des Bischofs Hermann II. als „in unserm Hause tho Arwalenn“ Erwähnung, obwohl bereits 1497 ein Burggerichtsbezirk Erwahlen schriftlich belegt ist. Dies lässt darauf schließen, dass die Burg vor 1497 errichtet wurde. Als Burg wird Erwahlen 1555 in der Liste der Burgen in Livland genannt.
Nach dem Tod des letzten Bischofs von Kurland, Herzog Magnus wurde Erwahlen 1583 in die Polnisch-Litauische Union eingegliedert. 1656 ging Erwahlen an den Herzog Jakob Kettler, einen Vasallen Polen-Litauens.
Während des Polnisch-Schwedischen Krieges von 1655 bis 1660 wurde die Region um Erwahlen verwüstet und die Burg danach nicht wieder erwähnt. Vermutlich wurde sie in diesem Zusammenhang zerstört und so gründlich abgetragen, dass heute keine Überreste mehr vorhanden sind.
Zwischen dem 18. und 19. Jahrhundert wurde das auch heute noch existierende Herrenhaus Erwahlen errichtet und später umgebaut. Im zugehörigen Park befindet sich heute die größte Silber-Weide Lettlands (Stammumfang 5,8 m, Höhe 21 m).
1999 untersuchten die beiden Archäologen Ieva Ose und Andris Caune den möglichen Standort der Burg, fanden jedoch keine Überreste oder Spuren von mittelalterlichen Mauern oder Erdwällen. Lediglich eine kleine Senke bzw. Graben nördlich des Anwesens könnte ein Überbleibsel einer möglichen Befestigung darstellen.
Die Mauern einiger der Gebäude des Gutshofes wurden aus Feldsteinen errichtet und stammen möglicherweise aus den Ruinen der Burg Erwahlen.